# Dolmen von Saplous

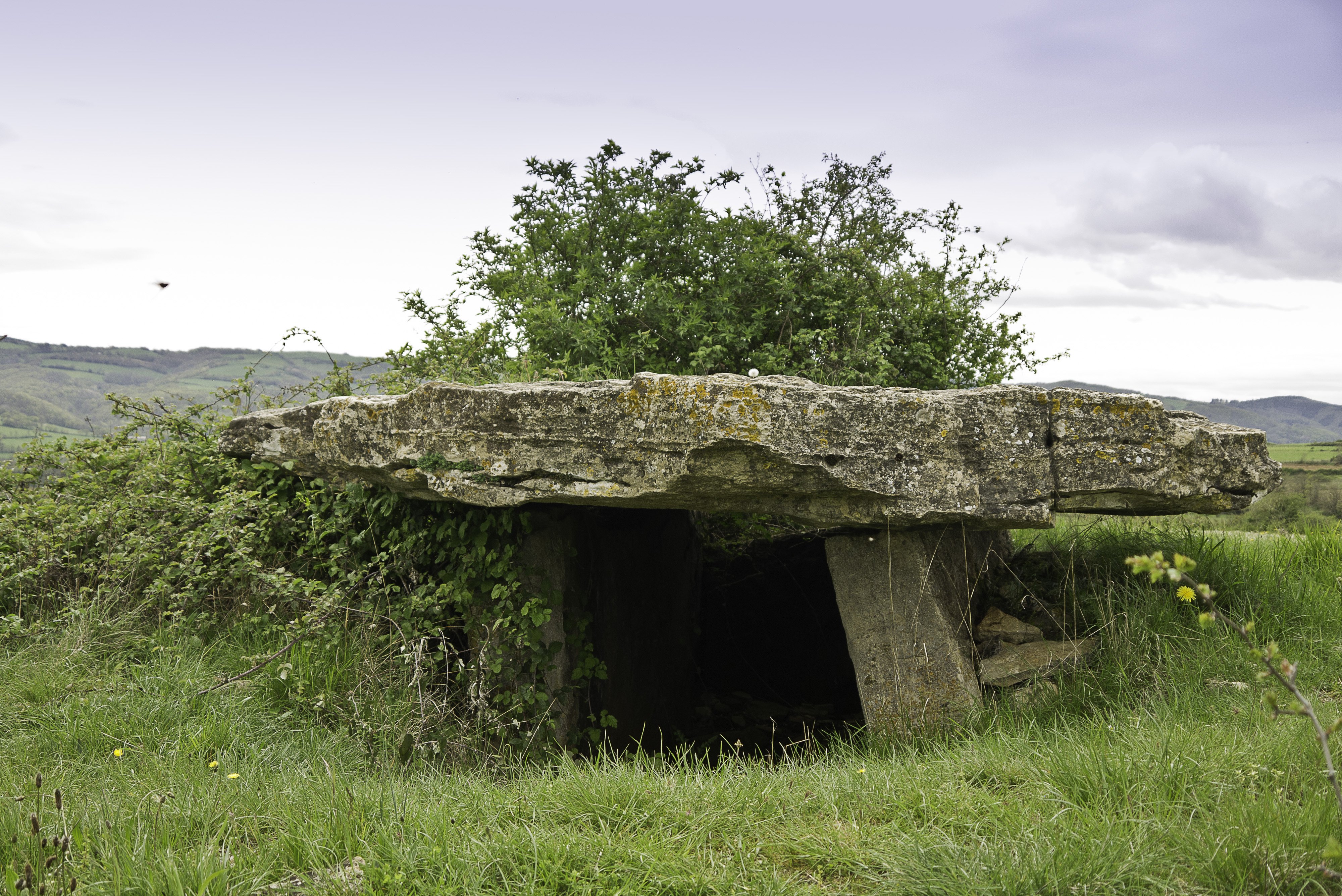
Dolmen 2 von Saplous

Die Dolmen von Saplous 1 + 2 (auch Dolmen von Cans 1 + 2 genannt) liegen südlich des Weilers Surguières, nordöstlich von Gaillac-d’Aveyron, im Département Aveyron in Frankreich. Dolmen ist in Frankreich der Oberbegriff für neolithische Megalithanlagen aller Art (siehe: Französische Nomenklatur).
Dolmen 2 ist ein Doppeldolmen, bestehend aus zwei benachbarten Kammern, die insgesamt mehr als 7,0 Meter messen. Immer noch in einem ovalen Tumulus sitzt ein seit 1995 als Monument historique eingestufter Dolmen mit einem etwa 4,0 Meter langen abgerundeten Deckstein auf einer etwa 4,0 Meter langen 1,5 Meter breiten Kammer, die nach Osten öffnet.
Ein bisschen weiter liegen die Überreste von Dolmen 1. Er liegt unter einem Baum neben der Strecke. Nur einige Strukturen sind erhalten und unter den Brombeeren sichtbar. Die Dolmen im Aveyron treten oft in Gruppen auf und 92 % aller Dolmen wurden aus Kalksteinplatten errichtet. 

Dolmen 2 von Saplous
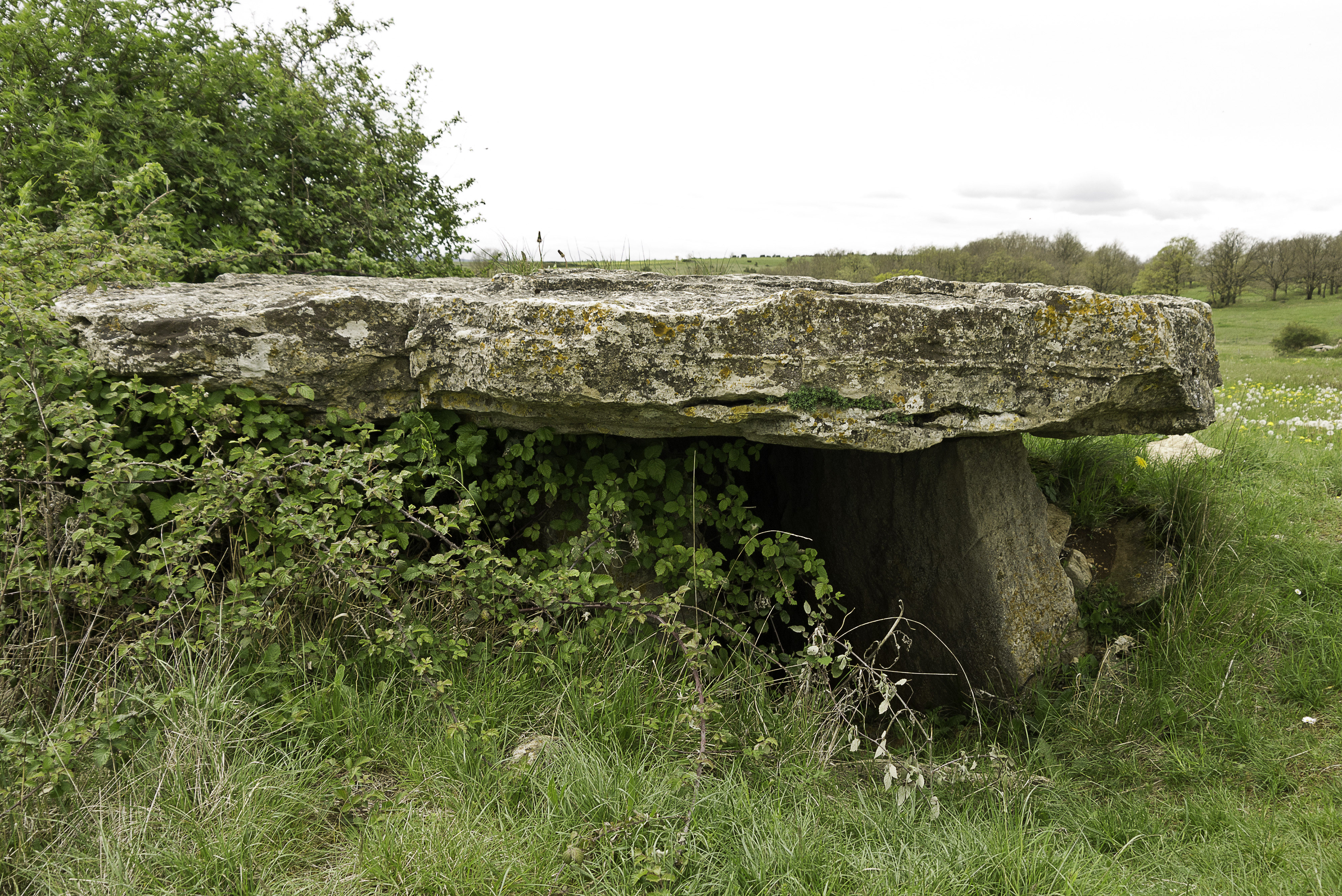
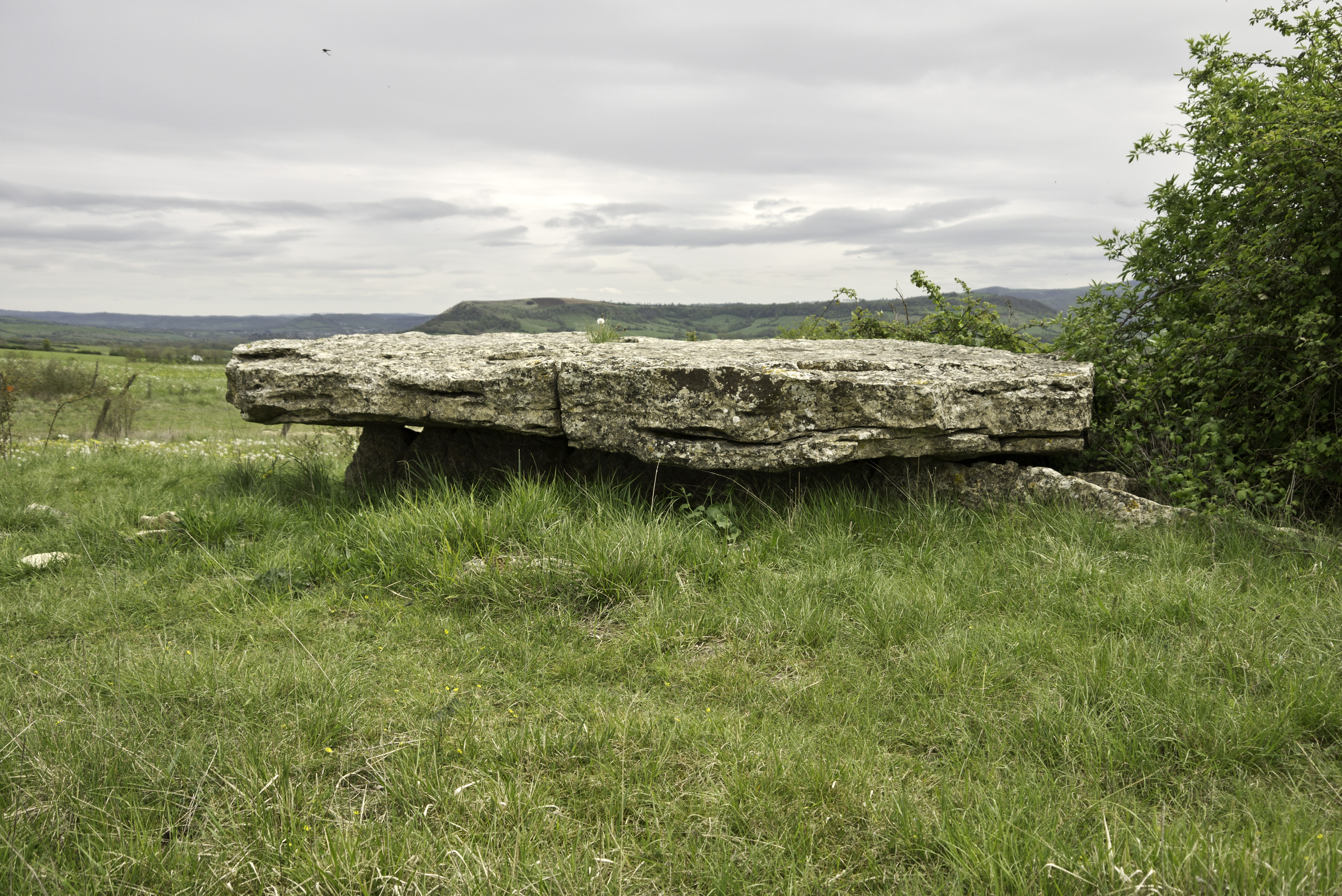
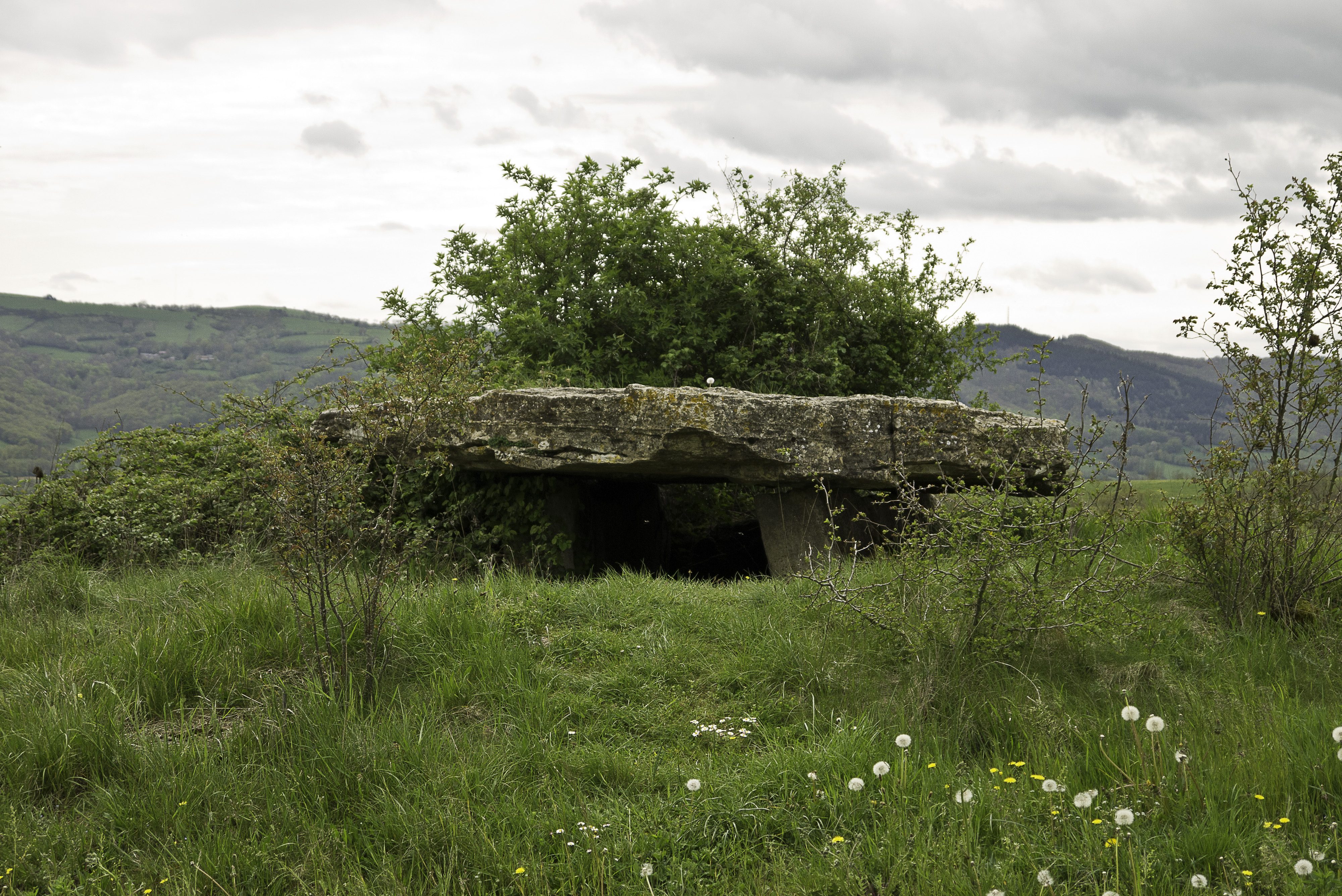